# Hero MotoCorp
Hero MotoCorp Ltd, anteriormente conocido como Hero Honda Motos Ltd., es un fabricante indio de motocicletas y scooters, con sede en Nueva Delhi. Es el mayor fabricante de vehículos de dos ruedas en todo el mundo.

## Historia
Hero Honda comenzó en 1984 como una empresa conjunta entre Hero Cycles (a veces llamado Hero Group) de la India y Honda de Japón. En 2010, cuando Honda decidió mudarse de la empresa conjunta, Hero Group compró las acciones de Honda. Posteriormente, en agosto de 2011 la empresa pasó a llamarse Hero MotoCorp con una nueva identidad corporativa. En junio de 2012, Hero MotoCorp aprobó una propuesta para fusionar el brazo de inversión de su matriz Hero Investment Pvt. Ltd. en el fabricante de automóviles. La decisión se produce después de 18 meses de su separación de Honda Hero. El canal Zoom Video Channel fue vendido a Hero Communications.
"Hero" es el nombre comercial utilizado por los hermanos Munjal para su empresa insignia, Hero Cycles Ltd. Una empresa conjunta entre Hero Group y Honda Motor Company fue fundada en 1984 como el Hero Honda Motors Limited en Dharuhera, India. La familia Munjal y el grupo Honda poseían participación del 26% en la sociedad.
Durante la década de los 80, la compañía introdujo motocicletas que eran populares en la India por su economía de combustible y bajo costo. Una campaña de publicidad popular basada en el lema "Llénalo - Cállate - Olvídalo" que hacía hincapié en la eficiencia del combustible de la motocicleta ayudó a la compañía a crecer a un ritmo de dos dígitos desde el inicio. En 2001, la compañía se convirtió en la mayor empresa de fabricación de vehículos de dos ruedas en la India y en el mundo. Se mantiene el liderazgo mundial de la industria hasta la fecha. La tecnología en las motos de Hero MotoCorp (antes Hero Honda) durante casi 26 años ha venido de su contraparte japonesa Honda.
Desde 2010 Hero MotoCorp es una compañía independiente con presencia en más de 40 mercados a nivel mundial.
Como parte de su expansión mundial después de su separación de Honda, Hero MotoCorp inaugura en 2015 su primera planta de ensamble por fuera de la India en Colombia, en la localidad de Villa Rica en el departamento del Cauca. Desde allí abastece de motocicletas y repuestos a los mercados de Centroamérica y Sudamérica."